# Dana von Suffrin

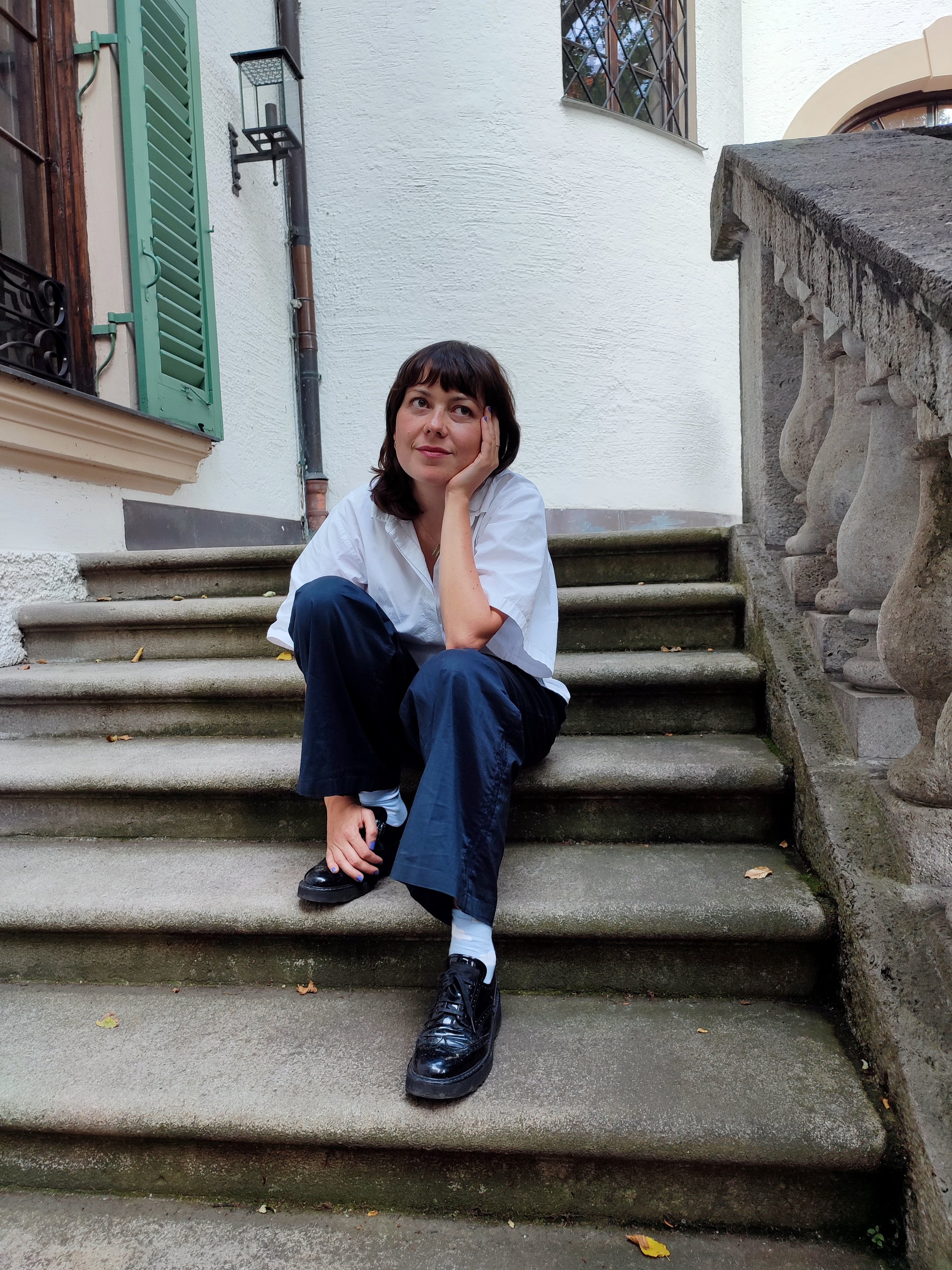
Dana von Suffrin, 2022

Dana von Suffrin (* 1985 in München) ist eine deutsche Schriftstellerin.

## Leben und Schaffen
Dana von Suffrin wuchs in München auf und studierte von 2004 bis 2012 Politikwissenschaft, Jüdische Geschichte und Kultur sowie Allgemeine und Vergleichende Literaturwissenschaft in München, Neapel und – mit einem Stipendium der Bayerischen Landeszentrale für politische Bildungsarbeit – in Jerusalem. 2017 promovierte sie an der Ludwig-Maximilians-Universität München mit dem Thema Pflanzen für Palästina! Naturwissenschaften im Jischuw, 1900–1930 über den deutschen Botaniker Otto Warburg.
Suffrin war zwischenzeitlich Wissenschaftliche Mitarbeiterin und Koordinatorin der DFG-Forschergruppe „Kooperation und Konkurrenz in den Wissenschaften“ am Lehrstuhl für Wissenschaftsgeschichte an der Ludwig-Maximilians-Universität München.
2019 veröffentlichte sie ihren Debütroman Otto bei Kiepenheuer & Witsch über eine dysfunktionale jüdische Familie. Otto, die Hauptfigur ist ein Jude aus Siebenbürgen, der in München lebt und im letzten Abschnitt seines Lebens angekommen ist. Suffrin benennt osteuropäische, Ende des 19. Jahrhunderts nach New York immigrierte Poeten als wichtige Inspirationsquellen für den Roman. Für die Erzählform ließ sie sich unter anderem von Natalia Ginzburg inspirieren, in deren Familienlexikon es ebenfalls um eine starke Vaterfigur ging. Der Roman erhielt sechs Literaturpreise, darunter den Debütpreis des Buddenbrookhauses und den Debütpreis des Harbour Front Literaturfestivals. Zuvor hatte sie auf einem Debütantenseminar von den anderen Teilnehmern die Rückmeldung erhalten, dass ihr Roman „entschieden zu weit gehe, dass über den Holocaust so lustig nicht zu schreiben sei und ihr Buch außerdem keinen Plot und keine Entwicklung habe.“ 2022 erschien ihr Hörspiel Blut, das für den deutschen Hörspielpreis der ARD nominiert wurde. 2024 folgte ihr zweiter Roman Nochmal von vorne, in dem sie, wie schon in ihrem Erstling, eine jüdische Familiengeschichte erzählt. Er wurde auf die Longlist des Deutschen Buchpreises 2024 gesetzt.
Dana von Suffrin äußert sich öffentlich immer wieder zu Themen um Judentum und Antisemitismus, sei es vom eigenen biographischen Hintergrund aus, sei über die Problematik, dass ihrer Meinung nach die Fixierung auf die NS-Haupttäter von der weitergehenden Erforschung des Nationalsozialismus abhält. Thema ist auch, wie es den in Deutschland lebenden Juden heute geht. Etwa die Zumutung, dass jüdische Autoren und Autorinnen nicht – wie andere Schriftsteller auch – einfach als Künstler befragt werden, sondern ständig in eine bestimmte Rolle gedrängt werden. So schreibt sie „Ich will nicht mehr die Gouvernante sein, die die Deutschen abwechselnd mahnt und dann wieder lobt für ihre vorbildhafte Aufarbeitung, für ihre einmalige Erinnerungskultur, für die vielen schönen Gedenkstätten und Museen.“ In Reaktion auf den Terrorangriff der Hamas auf Israel 2023 beschreibt sie auch die Enttäuschung der jüdischen Millennials über den Antisemitismus in der linken Kulturszene und die Ernüchterung darüber, dass die Warnung der Eltern vor Antisemitismus offensichtlich doch ihre Berechtigung hatte.
Suffrin nahm in Syrakus, Sofia, Krakau und in verschiedenen deutschen Städten Autoren-Residenzen wahr. Neben dem Schreiben führt sie Workshops durch, etwa für das Literaturhaus München, und leitet für die Villa Stuck die Veranstaltungsreihe Das Politische Foyer.

### Resonanz
Felix Stephan schrieb in seiner Rezension von Otto in der Süddeutschen Zeitung, der Roman sei „zugleich sehr lustig und wahnsinnig traurig“. Thema des Buches sei, wie viel von einer älteren Generation, zumal einer, die so vieles Schweres erleben musste, auf die Kinder übergeht. Aber es sei auch die besondere Sprache und Satzmelodie, die den Anschein erweckt, als entstammte sie „direkt der jiddischen Literatur des 19. und frühen 20. Jahrhunderts“, merkt Felix Stephan an.
In der Jurybegründung des Bayerischen Kunstförderpreis in der Sparte Literatur heißt es über Suffrin, sie habe „in der komplizierten, fragmentarischen Familiengeschichte“ nicht nur der Vaterfigur, „einem tyrannischen jüdischen Siebenbürger, ein unsentimentales Denkmal“ gesetzt. Sie verknüpfe mit schwarzem Humor auch so unterschiedliche Themen wie „dysfunktionale Familien, jüdisches Leben in München, Alter und Krankheit.“

## Veröffentlichungen

### Bücher
- Pflanzen für Palästina: Otto Warburg und die Naturwissenschaften im Jischuw (= Schriftenreihe wissenschaftlicher Abhandlungen des Leo Baeck Instituts). Mohr Siebeck, Tübingen 2019, ISBN 978-3-16-156816-9.
- Otto. Roman. Kiepenheuer & Witsch, Köln 2019, ISBN 978-3-462-05257-2.
- Noch mal von vorne. Roman. Kiepenheuer & Witsch, Köln 2024, ISBN 978-3-462-00297-3.
- als Herausgeberin: Wir schon wieder. 16 jüdische Erzählungen. Rowohlt, 2024, ISBN 978-3-498-00731-7.

### Hörspiele
- Otto, Regie: Stefanie Ramb, Bayerischer Rundfunk 2021.
- BLUT, Regie: Christiane Huber und Pauline Seiberlich, Bayerischer Rundfunk 2022.
- Noch mal von vorne, Regie: Marlene Breuer, Hessischer Rundfunk/Bayerischer Rundfunk, 2024.

### Erzählungen und Beiträge
- Gurren und Picken. Maxim Biller im Kopf von Bruno Schulz. In: Im Kopf von Maxim Biller. Essays zum Werk, hrsg. von Kai Sina. Kiepenheuer & Witsch, Köln 2020, S. 143–147.
- Los der Dinge (Erzählung). In: Aspekte. 1/20, hrsg. von Kristof Magnusson. Hanser, München 2020.
- A Jewish family and its stories (übersetzt von Jen Calleja). In: Brixton Review of Books. 7/2020.
- Lucian (Erzählung). In: Neue Schule. hrsg. von Leander Steinkopf. Ullstein, Berlin 2021, S. 195–218.
- Work. In: Sorry Siracusa. Kurzgeschichten. München 2024, ISBN 978-3-910265-21-9.
- Vorwort. In: Heiner Wilmer: Herzschlag. Etty Hillesum - Eine Begegnung. Freiburg 2024, ISBN 978-3-451-03492-3.
- Sieben Geschichten über uns, in denen nichts passiert und die vielleicht auch gar nicht stimmen. In: Wir schon wieder - 16 jüdische Erzählungen.  Rowohlt, 2024, ISBN 978-3-498-00731-7.

## Auszeichnungen

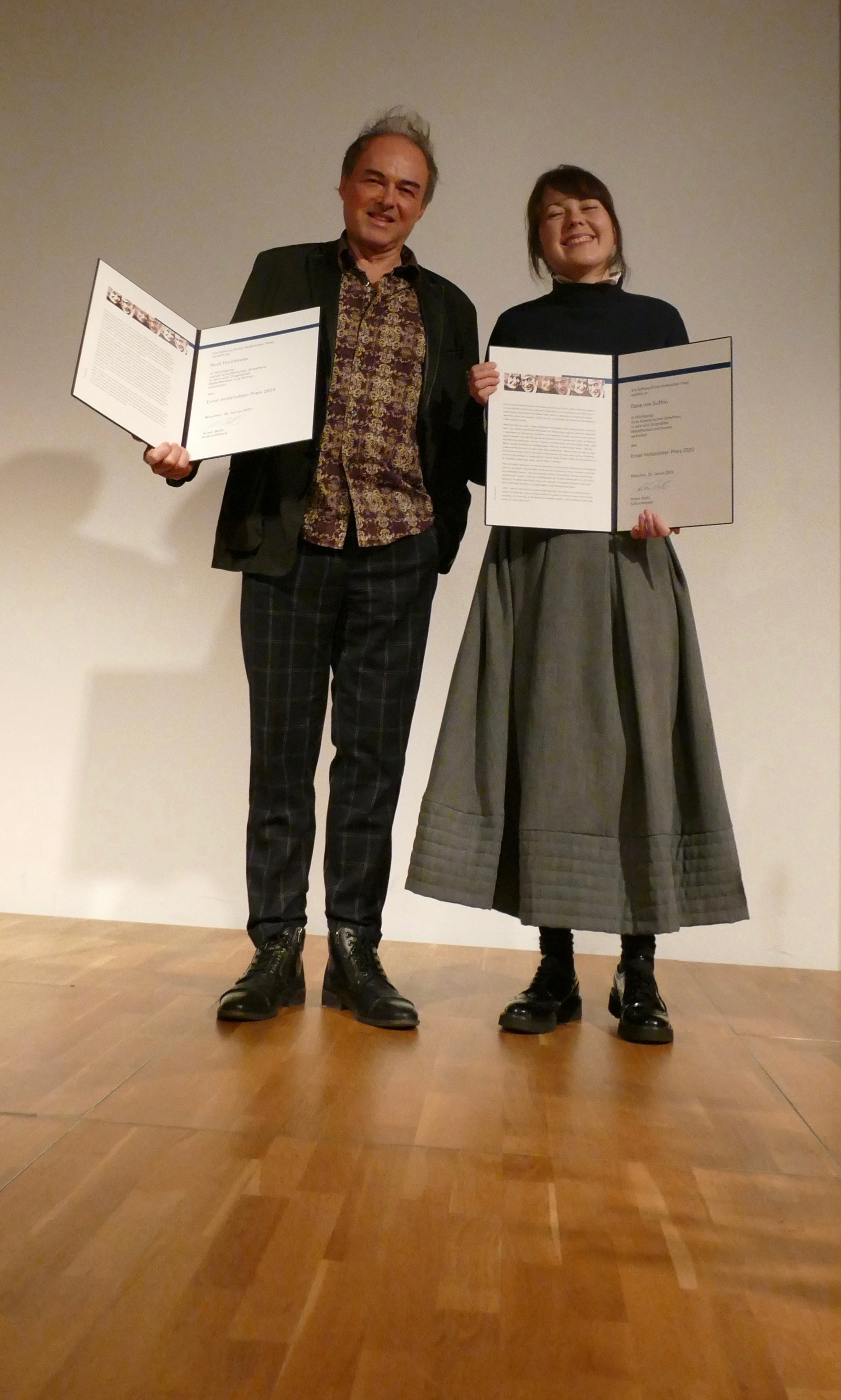
Rudi Hurzlmeier und Dana von Suffrin beim Ernst Hoferichter-Preis 2020

- 2019 Debütpreis des Buddenbrookhauses[20]
- 2019 Klaus-Michael Kühne-Preis[21]
- 2020 Ernst Hoferichter-Preis[22]
- 2020 Förderpreis des Vera-Doppelfeld-Preises für literarische Debüts[23]
- 2020 Bayerischer Kunstförderpreis in der Sparte Literatur[24]
- 2020 Förderpreis des Friedrich-Hölderlin-Preises der Stadt Bad Homburg[25]
- 2022 Arbeitsstipendium für Schriftstellerinnen und Schriftsteller des Freistaates Bayern[26]
- 2024 Bayern2 Wortspiele-Preis[27]
- 2024 Tukan-Preis[28]
- 2024 Longlist Deutscher Buchpreis
- 2025 Chamisso-Preis und Poetikdozentur vom Verein Bildung und Gesellschaft e.V. und der Sächsischen Akademie der Künste[29]
- 2025 Shortlist Wortmeldungen
- 2025 Longlist Literaturpreis der deutschen Wirtschaft